# Tempio e circo di Flora

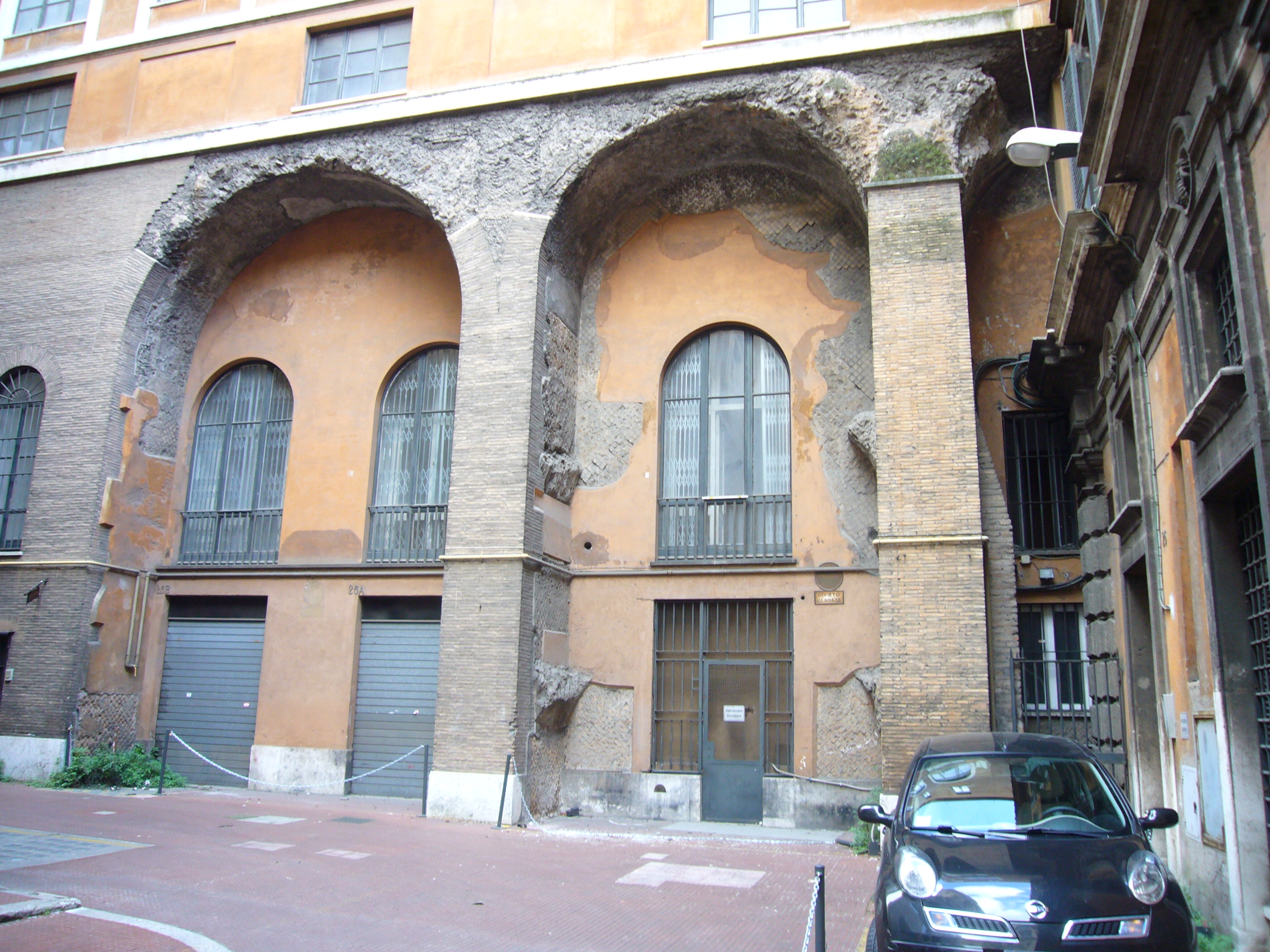
Murature del Circo di Flora nelle sostruzioni di palazzo Barberini

Il tempio di Flora era un tempio di Roma antica dedicato alla stessa divinità.

## Storia
Flora era una divinità osco-sabina e la presenza di un tempio a lei dedicato sarebbe una conferma della leggenda che vuole i Sabini come i primi abitanti del colle.
Entrambe le strutture sono citate nei Cataloghi regionari sul colle Quirinale, nella Regio VI presso il Capitolium Vetus. Il tempio si trovava in fondo all'attuale via delle Quattro Fontane, fuori dalla Porta Quirinalis, nella valle tra le propaggini del colle Pincio (il Collis Hortulorum) e il colle Quirinale, dove oggi si trovano il palazzo e la piazza Barberini.
Mentre del tempio non si conoscono tracce, alcune murature del circo sono ancor oggi riconoscibili nelle sostruzioni del lato nord del palazzo, verso l'attuale via Barberini.
Il circo era sede di Ludi dedicati alla dea (Florales o Florae o Floralia) , che erano fissati dal 28 aprile al 3 maggio. Erano feste antiche, che si dicevano celebrate per la prima volta nel 516 di Roma, e poi definitivamente stabilite nel 580 (cioè in piena età repubblicana, nel 173 a.C.). Celebrazioni dedicate a propiziare l'annata agricola, avevano quindi forti tonalità sessuali e paniche che divenivano - in ambiente urbano - banalmente licenziose.  Nei festeggiamenti avevano una parte di rilievo prostitute e mime, e lo storico Valerio Massimo racconta di un'occasione nella quale si trovò a presenziare ai giochi anche il severo Catone Uticense, la cui presenza impediva alle partecipanti di denudarsi, come tradizionalmente accadeva. Avvertito da un amico di questa fase della rappresentazione, l'Uticense decise allora di ritirarsi discretamente, per non privare il popolo del suo divertimento, e se stesso della propria dignità, e se ne andò accompagnato dall'applauso riconoscente di tutto il circo.
I giochi dovettero rimanere particolarmente cari al popolo (e quindi difficili da estirpare), se - stando a Lattanzio - nel IV secolo il Senato romano ormai in via di cristianizzazione e sempre meno memore degli antichi dei, sentiva il bisogno di storicizzarli, tramandandoli come lascito pubblico di una celebre cortigiana di nome Flora.
Accanto a questo tempio erano collocate le officine del minio.